# 김병곤
김병곤(金秉坤, 1953년 2월 24일~1990년 12월 6일)은 대한민국의 민주화 운동가이다. 1953년 2월 24일 경상남도 김해군 이북면 퇴래리 145 출생으로, 1990년 12월 6일(만37세) 대한민국 경기도 시흥시 신천연합병원에서 숨졌다.

## 생애
경상남도 김해 출생이다. 1971년 부산고를 졸업하고 서울대에 입학하였다. 유신독재시절인 1974년 6월15일 비상보통군법회의 법정, 군 검찰이 민주화를 요구하는 학생들에게 사형을 구형하자, “영광입니다. 삶의 길을 빼앗긴 민중들에게 이 젊은 목숨을 기꺼이 바칠 기회를 주시니 고마운 마음 이를 데 없습니다. 감사합니다”라고 약관 21세 대학 4학년생 김병곤은 박정희군사정권의 무시무시한 사형 위협을 단방에 무력화시켰다.
“김병곤은 결코 투사라든지 전사의 모습을 한번도 보인 적이 없다. 부드러우면서도 뚝심은 황소 같은 거인, 싸움을 하는 지도자로서의 모든 자질과 능력을 안으로 품고 싸고 감추고 겉으로는 의아할만큼 잔잔하고 부드러운 그 모습, 그 지략, 그것을 만들어 낸 역량, 인간성은 놀라운 것이었다. 인격적으로도 훌륭했어.” 광주교도소에서 함께 옥중투쟁했던 24세 연상인 리영희 선생의 평가였다.
그는 거대 권력에 주눅들지 않고 군사독재 타도투쟁의 선봉을 맡아 목숨까지 바쳤다.
김병곤은 1953년 2월 24일 경남 김해군 이북면에서 출생하여 한림국민(초등)학교, 개성중학교, 부산고등학교를 거쳐 1971년 3월 서울대 경제학과에 입학하였다.
반독재민주화를 요구하는 학생운동에 투신하여 1973년 10월 유신독재정권에 항거하는 최초의 대학생 시위를 주도하여 투옥되었다가 두 달 뒤 석방되었다. 연이어 1974년 4월 민주청년학생총연맹 사건으로 구속되어 군사재판에서 대통령긴급조치 위반으로 사형선고를 받았으나 국내외적인 석방운동으로 1975년 2월 석방되었다. 이후 민주화운동 과정에서, 동일방직 민주노조 탄압사건을 세상에 널리 알린 이유로 1978년 4월에 다시 투옥되었고 박정희가 피살되자 1979년 12월 석방되었다. 5⦁18광주민중항쟁을 무력진압한 전두환 군사정권에 의해 계엄포고령 위반으로 1980년 7월 체포되었다가 그해 9월 풀려났다. 또 그해 12월 이른바 ‘무림사건’ 관계로 다시 연행되어 한 달 동안 구금되었다. 이후 1981년 3월 박문숙과 결혼하여 가정을 꾸렸으나 현실에 안주하지 않고 1984년에는 민주화운동청년연합 상임위원장을 맡아 민주화운동 일선에 복귀하였다. 청년⦁학생⦁종교인⦁노동자를 비롯한 기층민중과 함께 하며 민주화 운동에 매진하다가 군사정권의 탄압으로 1985년 7월 다시 구속되어 6월민주항쟁 직후인 1987년 7월 8일에 출소하였다. 수감 도중에 겪은 가혹한 고문으로 심신이 피폐했음에도 불구하고 휴식도 없이 구속청년학생협의회, 민주통일민중운동연합 운동에 참가하여 지도력을 발휘하였다. 1987년 12월 16일에 실시된 대통령 선거에서 자행된 투개표 부정에 항의하는 시민들과 함께 구로구청에서 농성투쟁하다가 생애 여섯 번째로 구속되었다.
옥중에서 치명적인 위암이 발병하였고, 1988년 6월에 출감하여 수술과 요양에 힘썼으나 안타깝게도 1990년 12월6일에 세상을 떠났다.
엄혹한 상황에서 김병곤은 불굴의 의지로 투쟁을 이끌었으나 언제나 넉넉한 마음과 온화한 미소로 주위의 모든 이를 챙겼다. 민주화운동 동지들에게 겸허한 품성과 냉철한 지성을 겸비한 김병곤은 그의 빈 자리가 커 보이는 너무나 아쉬운 사람으로 남아 있다.
반려자이며 동지인 박문숙도 민주화운동에 헌신하다가 병마로 2014년 4월 2일에 두 딸 희진과 은희를 이승에 남긴 채 세상을 떠났다. 민주화운동에 모든 것을 바친 부부는 경기도 마석 모란공원에서 영면하고 있다.

## 학력
- 개성중학교 졸업
- 부산고등학교 졸업
- 서울대학교 경제학 학사

## 가족
- 배우자: 박문숙
  - 딸: 김희진, 김은희

## 종교
- 기독교

## 연보
- 1953년 2월 24일 경상남도 김해 한림면 퇴래리 퇴은부락에서 출생
- 1965년 2월 한림초등학교 졸업
- 1968년 2월 개성중학교 졸업
- 1971년 2월 부산고등학교 졸업
- 1971년 3월 서울대학교 상대 경제학과 입학, 한국사회연구회 가입, 1988년 졸업 1973년 10월 유신반대 시위로 첫 구속
- 1974년 4월 민청학련사건으로 구속, 사형선고
- 1978년 3월 동일방직사건을 알리는 대형 사진 제작·배포 사건으로 긴급조치 위반 구속
- 1980년 5월 계엄포고령 위반으로 구속
- 1984년 8월 민주화운동청년연합 상임위원장, 부의장
- 1985년 7월 국가모독 혐의로 구속(실제로는 이른바 삼민투위 배후 혐의)
- 1987년 7월 민청련 부의장 겸 민통련 정책실 차장
- 1987년 12월 대통령선거 투개표부정 항의시민들과 함께 구로구청 농성투쟁 구속
- 1988년 6월 투옥중 진행성 위암 3기 판명
- 1990년 12월 6일 위궤양 및 위암 3기로 신천연합병원에서 영면(만37세)

## 상훈
- 2021년 6월 10일 ‘민주주의 발전 유공’ 국민훈장 모란장

## 자료
- “내 청춘 조국에 바쳐” 청년투사 고 김병곤 동지 1주기 추모자료집(1991)
- 고 김병곤 회고문집 “영광입니다”(김병곤기념사업회 준비위원회 엮음, 거름, 1992)
- “김병곤 추모•평가관련 자료집1"(김병곤기념사업회 준비위원회 엮음, 거름, 1992)
- “김병곤 약전”(현무환 편저, 푸른나무, 2010)
- “김병곤 평전”(김현서 지음, 실천문학사, 2017)
- “고 김병곤 동지 30주기 기념행사 자료집”(2020)

## 참고 문헌
- 1. 출처: 김병곤 기념 조형물 안내문
- 2. “6월항쟁 유공자 포상”(한겨레신문 2021.6.9.)
- https://www.hani.co.kr/arti/society/society_general/998689.html